# Philodromus bigibbosus
Philodromus bigibbosus là một loài nhện trong họ Philodromidae.
Loài này thuộc chi Philodromus. Philodromus bigibbosus được Lodovico di Caporiacco miêu tả năm 1941.